# Eduard Kado

Signatur von Eduard Kado, 1899

Eduard Kado (* 15. August 1875 in Memel; † 2. Januar 1946 in Lübeck) war ein deutscher Maler, Zeichner, Bildhauer und Kunstgewerbler.

## Leben
Eduard Kado studierte von 1892 bis 1899 an der Kunstakademie Königsberg, dann an der Akademie der Bildenden Künste München und an der Académie Julian in Paris. Später bildete er sich auf Reisen durch Holland, England, Skandinavien und Italien weiter, bevor er Zeichenlehrer und später Studienrat am Löbenichtschen Realgymnasium in Königsberg wurde. 1907 fand eine Sonderausstellung seiner Werke in Teicherts Kunstsalon in Königsberg statt. Nach seiner Pensionierung um 1941 zog er nach Lübeck, wo er 1946 starb.
Kado malte vorwiegend Landschaften, Figurenbilder und Porträts, aber auch religiöse Motive, Kriegsszenen, Fresken und Plastiken finden sich in seinem Œuvre. Er war Mitglied der Allgemeinen Deutschen Kunstgenossenschaft und gehörte dem Reichsverband bildender Künstler Deutschlands an.

## Werke

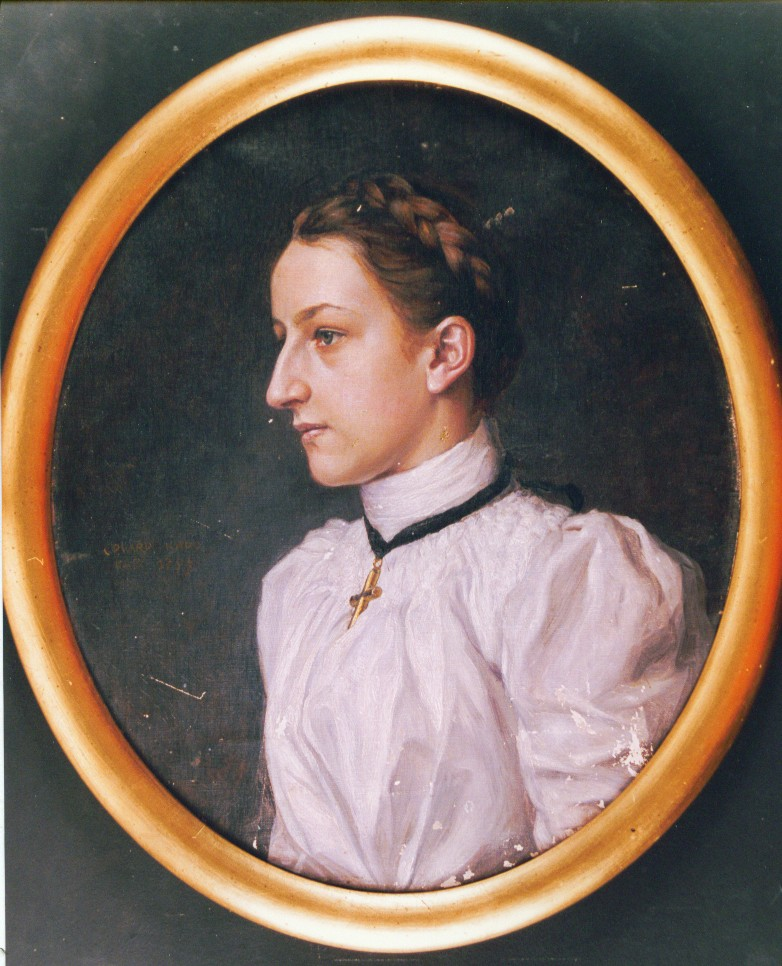
Elisabeth Lemke 1899, Öl auf Leinwand, 60 × 50 cm

- Gemälde Auf Düne sitzende ostpreussische Bäuerin vor Dorfhintergrund. Öl auf Leinwand, 99,9×80,6 cm
- Gemälde Elisabeth Lemke, 1899, Öl auf Leinwand, 60×50 cm
- zusammen mit Fidus und Emma Marie Elias Bilderschmuck zu: Carmen Sylva: Märchen einer Königin. Strauß, Bonn 1901
- Wandgemälde Heilquell. 1902, Tragheim-Apotheke, Königsberg
- Buchschmuck zu: Adolf Petrenz: Ostpreußisches Dichterbuch. Reissner, Dresden 1905
- Deckel zum Goldenen Buch der Stadt mit dem Königsberger Wappen im Silber, 1910, abgebildet in: Otto Walter Kuckuck (Hrsg.): Neue Kunst in Alt-Preußen. Jahrgang I, Königsberg 1911, Heft 2, S. 81
- Gemälde Ich bin das Licht der Welt. 1912, Ottokar-(später Herzog-Albrecht-)Kirche Königsberg
- Bronze Mädchenkopf, 1913, abgebildet in: Königsberger Woche. Jahrgang 6, 12, S. 307 und Mühlpfordt: Königsberger Skulpturen. S. 95
- Bronze Bildnisbüste eines Herrn G., 1913

## Kritik
„Seine Malerei befriedigt durchschnittlich am wenigsten, vielleicht, weil es ihm darin an zielbewußtem Streben und Ausdauer gebricht.“